# Косвож (приток Позъю)
Косвож — река в России, течёт по территории Усть-Куломского района Республики Коми. Устье реки находится в 7 км по правому берегу Позъю. Длина реки составляет 10 км.
Берёт начало южнее села Канава, течёт на северо-запад. При устье, на правом берегу, урочище Ибьяг.

## Данные водного реестра
По данным государственного водного реестра России относится к Двинско-Печорскому бассейновому округу, водохозяйственный участок реки — Вычегда от истока до города Сыктывкар, речной подбассейн реки — Вычегда. Речной бассейн реки — Северная Двина.
Код объекта в государственном водном реестре — 03020200112103000015265.